# Манасота-Ки (Флорида)
Манасота-Ки (англ. Manasota Key) — статистически обособленная местность, расположенная в округе Шарлотт (штат Флорида, США) с населением в 1345 человек по статистическим данным переписи 2000 года.

## География
По данным Бюро переписи населения США статистически обособленная местность Манасота-Ки имеет общую площадь в 7,25 квадратных километров, из которых 2,85 кв. километров занимает земля и 4,4 кв. километров — вода. Площадь водных ресурсов округа составляет 60,69 % от всей его площади.
Статистически обособленная местность Манасота-Ки расположена на высоте уровня моря.

## Демография
По данным переписи населения 2000 года в Манасота-Ки проживало 1345 человек, 459 семей, насчитывалось 769 домашних хозяйств и 1867 жилых домов. Средняя плотность населения составляла около 185,52 человек на один квадратный километр. Расовый состав населённого пункта распределился следующим образом: 99,26 % белых, 0,15 % — чёрных или афроамериканцев, 0,30 % — азиатов, 0,07 % — представителей смешанных рас, 0,22 % — других народностей. Испаноговорящие составили 0,97 % от всех жителей статистически обособленной местности.
Из 769 домашних хозяйств в 3,5 % воспитывали детей в возрасте до 18 лет, 57,0 % представляли собой совместно проживающие супружеские пары, в 2,2 % семей женщины проживали без мужей, 40,3 % не имели семей. 35,9 % от общего числа семей на момент переписи жили самостоятельно, при этом 23,7 % составили одинокие пожилые люди в возрасте 65 лет и старше. Средний размер домашнего хозяйства составил 1,75 человек, а средний размер семьи — 2,16 человек.
Население статистически обособленной местности по возрастному диапазону по данным переписи 2000 года распределилось следующим образом: 3,9 % — жители младше 18 лет, 1,1 % — между 18 и 24 годами, 8,1 % — от 25 до 44 лет, 32,5 % — от 45 до 64 лет и 54,4 % — в возрасте 65 лет и старше. Средний возраст жителей составил 67 лет. На каждые 100 женщин в Манасота-Ки приходилось 83,0 мужчин, при этом на каждые сто женщин 18 лет и старше приходилось 82,1 мужчин также старше 18 лет.
Средний доход на одно домашнее хозяйство статистически обособленной местности составил 44 071 доллар США, а средний доход на одну семью — 57 059 долларов. При этом мужчины имели средний доход в 58 750 долларов США в год против 36 607 долларов среднегодового дохода у женщин. Доход на душу населения статистически обособленной местности составил 44 071 доллар в год. Все семьи  имели доход, превышающий уровень бедности, 4,7 % от всей численности населения находилось на момент переписи населения за чертой бедности, при том все жители младше 18 и старше 65 лет имели совокупный доход, превышающий прожиточный минимум.